# Cha Du-ri
Cha Du-ri (på koreansk: 차두리) (født 25. juli 1980 i Frankfurt am Main, Vesttyskland) er en sydkoreansk tidligere fodboldspiller, der spillede som højre back. Han var blandt andet tilknyttet Leverkusen, Bielefeld, Frankfurt, Mainz Koblenz og Freiburg, alle i Tyskland, samt Celtic i Skotland.
Cha er søn af den tidligere sydkoreanske landsholdslegende Cha Bum-Kun.

## Landshold
Cha nåede 76 kampe og fire scoringer for Sydkoreas landshold, som han debuterede for i 2001. Han var med til at nå semifinalerne ved VM i 2002 på hjemmebane, og blev desuden udtaget til VM i 2010 i Sydafrika. Desuden har han deltaget ved AFC Asian Cup i 2004.